# Segelfluggelände Friesener Warte

i7
i11
i13
Das Segelfluggelände Friesener Warte liegt auf der Friesener Warte im Markt Hirschaid im Landkreis Bamberg in Bayern, etwa fünf Kilometer nordöstlich des Zentrums von Hirschaid und etwa 13 Kilometer südöstlich von Bamberg.

## Flugbetrieb
Das Segelfluggelände ist mit einer 670 m langen und 30 m breiten Start- und Landebahn aus Gras (Richtung 01/19) ausgestattet. Es besitzt eine Betriebszulassung für Segelflugzeuge, Motorsegler und Ultraleichtflugzeuge, wobei nur Motorflugzeuge mit Schleppkupplung zugelassen sind. Der Start von Segelflugzeugen erfolgt per Flugzeugschlepp und Windenstart. Der Halter und Betreiber des Segelfluggeländes ist der Luftsportverein Friesener Warte e. V.